# گمینا سکاربیمیژ
گمینا سکاربیمیژ (به لهستانی:  Gmina Skarbimierz) یک گمینا در لهستان است که در شهرستان بژگ واقع شده‌است. گمینا سکاربیمیژ ۱۱۰٫۵ کیلومتر مربع مساحت و ۷٬۲۴۰ نفر جمعیت دارد.